# Venera 4
Venera 4 (russisch Венера-4) war eine Raumsonde der UdSSR zur Erforschung des Planeten Venus. Sie wurde am 12. Juni 1967 vom Kosmodrom Baikonur mit einer Molnija-Rakete gestartet. Sie bestand aus einer Transfersonde und einer Landesonde und wog 1.106 kg. Venera 4 war die erste Raumsonde, die vor Ort Daten über die Beschaffenheit eines anderen Planeten sammelte und dessen Oberfläche erreichte. Eine identische Schwestersonde folgte fünf Tage später, verblieb jedoch auf Grund einer Fehlfunktion im Erdorbit und erhielt zur Verschleierung des Misserfolgs die Bezeichnung Kosmos 167.

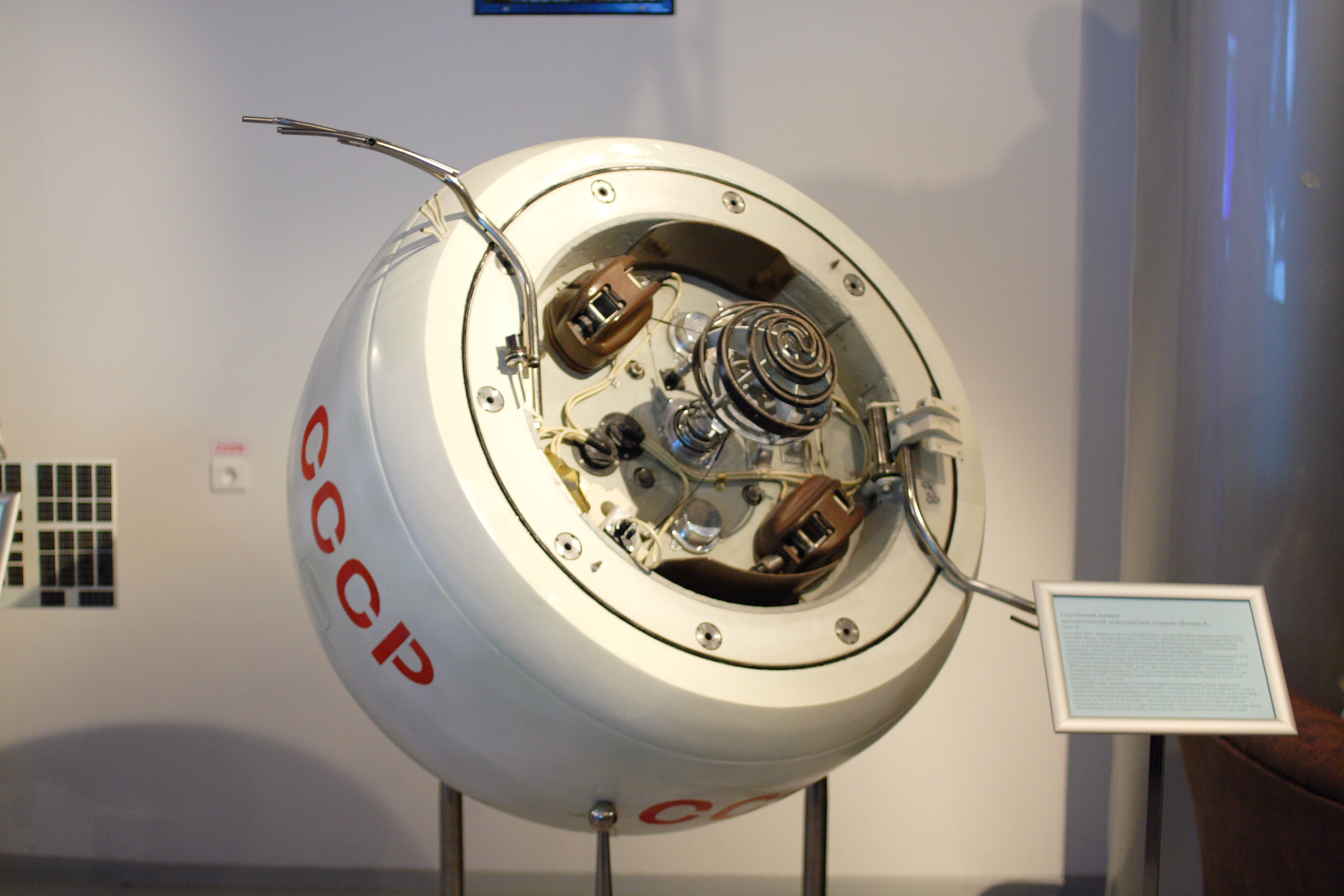
Landesonde von Venera 9

Nachdem durch vorangegangene Venera-Missionen die Bedingungen am Boden bekannt waren, begann die UdSSR 1974 Venus-Landesonden zu konstruieren, die nicht nur Atmosphärendaten liefern sollten, sondern auch am Boden Untersuchungen durchführen konnten.
Die Transfersonde trennte am 18. Oktober 1967 an der Venus den Lander ab, der 96 Minuten lang bis in 24,96 km Höhe erfolgreich Daten übertrug, bis die Batterien ausfielen (geplant war eine Batterielebensdauer von 100 Minuten). Da der Atmosphärendruck zu niedrig eingeschätzt wurde, brauchte die Sonde für den Abstieg länger und konnte deshalb die Oberfläche in der geplanten Betriebszeit nicht erreichen.

## Ergebnisse
Erstmals wurden In-situ-Analysen der Atmosphäre eines anderen Planeten durchgeführt und deren Ergebnisse zur Erde gesendet. Analysiert wurden chemische Zusammensetzung, Temperatur und Druck. Das gemessene Verhältnis von Kohlendioxid zu Stickstoff von etwa 13 widersprach vorherigen Schätzungen so sehr (in einigen Publikationen wurde ein umgekehrtes Verhältnis erwartet), dass einige Wissenschaftler die Beobachtungen bestritten.
Ein Strahlengürtel konnte nicht ermittelt werden, das gemessene Magnetfeld war 3000-mal schwächer und die Wasserstoff-Corona 1000-fach weniger dicht als die irdische. Atomarer Wasserstoff konnte nicht nachgewiesen werden. Der Mangel an nachweisbarem Wasser kam, angesichts der dichten Bewölkung auf der Venus, überraschend. Die letzten Messdaten zeigten 25 km über der Oberfläche eine Temperatur von 270 °C und einen Druck von 22 bar.
Die Mission wurde speziell nach den zuvor gescheiterten Venera-Sonden als großer Erfolg betrachtet. Venera 4 wurde nicht gebaut, um dem hohen atmosphärischen Druck zu widerstehen; die erste erfolgreiche Landung gelang 1970 mit Venera 7.